# Gare de Nakatsu (Osaka)
La gare de Nakatsu (十三駅, Nakatsu-eki) est une gare ferroviaire située dans l'arrondissement de Kita, à Osaka au Japon. La gare est exploitée par la compagnie Hankyu.

## Situation ferroviaire
Gare de passage, Nakatsu est située au point kilométrique (PK) 0,9 des lignes Kobe et Takarazuka.

## Histoire
La gare est inaugurée le 4 novembre 1925.

## Services aux voyageurs

### Accès et accueil
L'accès des voyageurs est situé sous les voies, qui sont surélevées. La gare est ouverte tous les jours.

### Desserte
- Ligne Kobe :
  - voie 1 : direction Kobe-Sannomiya
  - voie 2 : direction Osaka-Umeda
- Ligne Takarazuka :
  - voie 3 : direction Takarazuka
  - voie 4 : direction Osaka-Umeda

### Intermodalité
La station de métro Nakatsu de la ligne Midōsuji est situé à environ 300 m au nord-est de la gare.